# Mummental 3 (Quedlinburg)

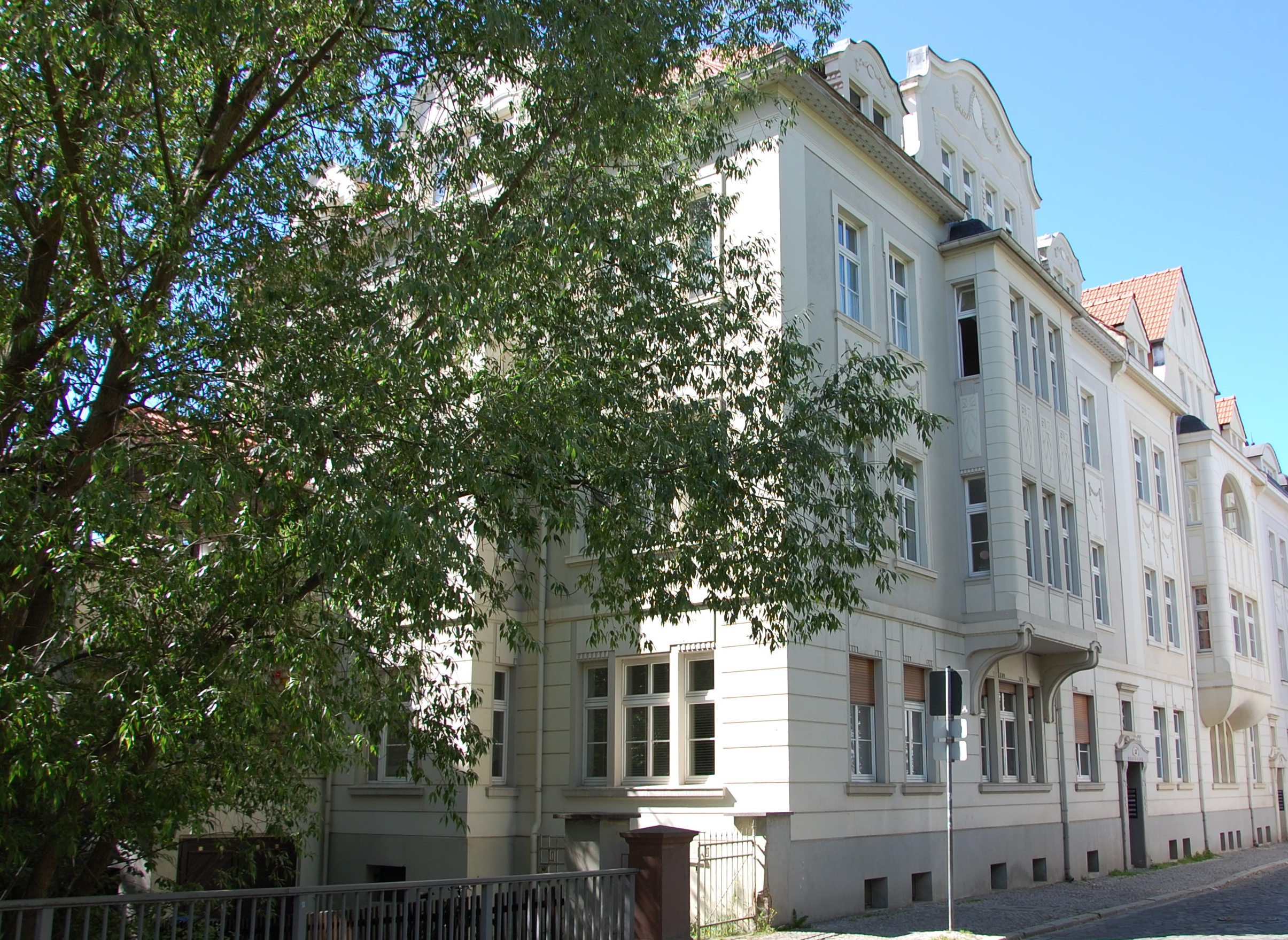
Haus Mummental 3

Das Haus Mummental 3 ist ein denkmalgeschütztes Gebäude in der Stadt Quedlinburg in Sachsen-Anhalt. 

## Lage
Es befindet sich im östlichen Teil der historischen Quedlinburger Altstadt, nördlich des Mühlgrabens. Das Gebäude ist im Quedlinburger Denkmalverzeichnis als Wohnhaus eingetragen. Nördlich grenzt das gleichfalls denkmalgeschützte Haus Mummental 4 an.

## Architektur und Geschichte
Das in massiver Bauweise errichtete dreigeschossige Mietshaus entstand in den Jahren 1908/09. Es bildet mit den nördlich gelegenen Häusern Mummental 4 und Pölle 38 ein Ensemble. Die Gestaltung erfolgte im Stil des Historismus, wobei insbesondere Elemente des Barock und des Klassizismus zitiert werden. So finden sich Eckquaderungen, Girlanden und ein gebänderter Sockel.